# John Richard Hicks
John Richard Hicks, Kt. (Leamington Spa, 8 de abril de 1904 — 20 de maio de 1989) foi um economista britânico. É considerado um dos economistas mais importantes e influentes do século XX. As mais conhecidas de suas muitas contribuições no campo da economia foram sua declaração da teoria da demanda do consumidor em microeconomia e o modelo IS-LM (1937), que resumia uma visão keynesiana da macroeconomia. Seu livro Value and Capital (1939) ampliou significativamente a teoria do equilíbrio geral e do valor. A função de demanda compensada é chamada de função de demanda Hicksiana em sua memória.
Em 1972, ele recebeu o Prêmio Nobel Memorial em Ciências Econômicas (conjuntamente) por suas contribuições pioneiras à teoria do equilíbrio geral e à teoria do bem-estar.

## Contribuições para a análise econômica
O trabalho inicial de Hicks como economista do trabalho culminou em The Theory of Wages (1932, 2ª ed. 1963), ainda considerado padrão na área. Ele colaborou com R. G. D. Allen em dois artigos seminais sobre teoria do valor publicados em 1934.
Sua obra-prima é Value and Capital, publicada em 1939. O livro se baseou na utilidade ordinal e integrou a distinção agora padrão entre o efeito substituição e o efeito renda para um indivíduo na teoria da demanda para o caso de 2 bens. Generalizou a análise para o caso de um bem e um bem composto, ou seja, todos os outros bens. Agregou indivíduos e empresas por meio de demanda e oferta em toda a economia. Ele antecipou o problema de agregação , mais agudamente para o estoque de bens de capital. Introduziu a teoria do equilíbrio geral para um público de língua inglesa, refinou a teoria para análise dinâmica e, pela primeira vez, tentou uma declaração rigorosa de condições de estabilidade para o equilíbrio geral. No decorrer da análise, Hicks formalizou a estática comparativa. No mesmo ano, ele também desenvolveu o famoso critério de "compensação" chamado eficiência de Kaldor-Hicks para comparações de bem-estar de políticas públicas alternativas ou estados econômicos.
A contribuição mais familiar de Hicks na macroeconomia foi o modelo Hicks–Hansen IS–LM, publicado em seu artigo “ Mr. Keynes and the “Classics”; uma interpretação sugerida”. Este modelo formalizou uma interpretação da teoria de John Maynard Keynes (ver economia keynesiana), e descreve a economia como um equilíbrio entre três mercadorias: dinheiro, consumo e investimento. O próprio Hicks vacilou em sua aceitação de sua formulação IS-LM; em um artigo publicado em 1980, ele o descartou como um 'aparelho de sala de aula'.

## Publicações selecionadas
- 1932. 2a. ed., 1963. The Theory of Wages. Londres, Macmillan.
- 1934. "A Reconsideration of the Theory of Value," com R. G. D. Allen, Economica.
- 1937. "Mr. Keynes and the Classics: A Suggested Interpretation," Econometrica.
- 1939. "The Foundations of Welfare Economics", Economic Journal.
- 1939. 2a. ed. 1946. Value and Capital. Oxford: Clarendon Press.
- 1940. "The Valuation of Social Income," Economica, 7:105–24.
- 1941. "The Rehabilitation of Consumers' Surplus," Review of Economic Studies.
- 1942. The Social Framework: An Introduction to Economics.
- 1950. A Contribution to the Theory of the Trade Cycle. Oxford: Clarendon Press.
- 1956. A Revision of Demand Theory. Oxford: Clarendon Press.
- 1958. "The Measurement of Real Income," Oxford Economic Papers.
- 1959. Essays in World Economics. Oxford: Clarendon Press.
- 1961. "Measurement of Capital in Relation to the Measurement of Other Economic Aggregates", Lutz and Hague, editores. Theory of Capital.
- 1965. Capital and Growth. Oxford: Clarendon Press.
- 1969. A Theory of Economic History. Oxford: Clarendon Press. Role até a visualização do capítulo links.
- 1970. "Review of Friedman", Economic Journal.
- 1973. "The Mainspring of Economic Growth", Nobel Lectures, Economics 1969–1980, Editor Assar Lindbeck, World Scientific Publishing Co., Singapore, 1992.
- 1973. Autobiography for Nobel Prize
- 1973. Capital and Time: A Neo-Austrian Theory. Oxford, Clarendon Press.
- 1974. "Capital Controversies: Ancient and Modern", American Economic Review.
- 1974. The Crisis in Keynesian Economics. NovaYork, Basic Books.
- 1975. "What Is Wrong with Monetarism", Lloyds Bank Review.
- 1976. Economic Perspectives. Oxford: Clarendon Press.
- 1979. "The Formation of an Economist." Banca Nazionale del Lavoro Quarterly Review, no. 130 (Setembro 1979): 195–204.
- 1980. "IS-LM: An Explanation," Journal of Post Keynesian Economics.
- 1981. Wealth and Welfare: Vol I. of Collected Essays in Economic Theory. Oxford: Basil Blackwell.
- 1982. Money, Interest and Wages: Vol. II of Collected Essays in Economic Theory. Oxford: Basil Blackwell.
- 1983. Classics and Moderns: Vol. III of Collected Essays in Economic Theory. Oxford: Basil Blackwell.
- 1989. A Market Theory of Money. Oxford University Press.